# Liste des institutions constitutionnelles marocaines
Les institutions de l'État marocain prévue par la constitution de 2011 sont au nombre de 23.

## Liste
| Numéro | Dénomination                                                                           | Article de la Constitution | Date de création | Dahir de création | Observation |
| ------ | -------------------------------------------------------------------------------------- | -------------------------- | ---------------- | ----------------- | --- |
| 1      | Conseil national des langues et de la culture marocaine                                | 5                          | -                | -                 | protection et développement des langues arabe et amazighe et des diverses expressions culturelles marocaines                                                                      |
| 2      | Autorité pour la parité et la lutte contre toutes formes de discrimination             | 19                         | -                | -                 | parité hommes/femmes et lutte contre la discrimination |
| 3      | Conseil consultatif de la famille et de l'enfance                                      | 32                         | -                | -                 | la protection de la famille et des droits des enfants |
| 4      | Conseil consultatif de la jeunesse et de l'action associative                          | 33                         | -                | -                 | aide aux jeunes |
| 5      | Instance nationale de la Probité, de la Prévention et de la Lutte contre la corruption | 36                         | -                | -                 | lutte contre la corruption |
| 6      | Conseil supérieur des Ouléma                                                           | 41                         | -                | -                 | consultations religieuses |
| 7      | Conseil de régence                                                                     | 44                         | -                | -                 | exercice des pouvoirs et des droits constitutionnels de la Couronne en cas de la minorité du Roi                                                                                  |
| 8      | Conseil des ministres                                                                  | 48 & 49                    | -                | -                 | chargé de beaucoup de choses dont des projets de loi, des nominations ou des orientations stratégiques de la politique de l’État                                                  |
| 9      | Conseil supérieur de sécurité                                                          | 54                         | -                | -                 | instance de concertation sur les stratégies de sécurité intérieure et extérieure du pays, de gestion des situations de crise                                                      |
| 10     | Parlement                                                                              | 60                         | -                | -                 | - |
| 11     | Conseil supérieur du pouvoir judiciaire                                                | 113                        | -                | -                 | application des garanties accordées aux magistrats, établissement de rapports sur l'état de la justice et du système judiciaire                                                   |
| 12     | Police judiciaire                                                                      | 128                        | -                | -                 | chargée de tout ce qui concerne les enquêtes et les investigations nécessaires à la recherche des infractions, à l'arrestation des délinquants et à l'établissement de la vérité. |
| 13     | Cour constitutionnelle                                                                 | 129&132                    | -                | -                 | |
| 14     | Collectivité territoriale                                                              | 135                        | -                | -                 | la région, la préfecture, la province et la commune |
| 15     | Fonds de solidarité interrégionale                                                     | 142                        | -                | -                 | répartition équitable des ressources |
| 16     | Cour des comptes                                                                       | 147                        | -                | -                 | contrôle des comptes de l'État |
| 17     | Conseil économique, social et environnemental                                          | 151                        | -                | -                 | |
| 18     | Conseil national des droits de l'homme                                                 | 161                        | -                | -                 | |
| 19     | Institution du Médiateur                                                               | 162                        | -                | -                 | |
| 20     | Conseil de la communauté marocaine à l'étranger                                        | 163                        | -                | -                 | |
| 21     | Haute autorité de la communication audiovisuelle                                       | 165                        | -                | -                 | |
| 22     | Conseil de la concurrence                                                              | 166                        | -                | -                 | |
| 23     | Conseil supérieur de l'éducation, de la formation et de la recherche scientifique      | 168                        | -                | -                 | |